# アデランタード

インカ帝国の征服の後、1529年に国土を南北200レグアずつに2分し、北（ヌエバ・カスティリャ）をピサロ、南（ヌエバ・トレド）をアルマグロが統治した。1534年にこの分割は南アメリカ全体に及ぼされ、それぞれをアデランタードが治めた

アデランタード（スペイン語: Adelantado、スペイン語発音: [aðelanˈtaðo]）とは、新大陸において発見や征服を指揮するコンキスタドールに国王が与えた称号。文字通りには「前進する者」を意味する。日本語では先遣都督、辺境総督と訳される。
もともとは、レコンキスタ期のスペインで、辺境地の征服や再征服などの軍事活動を行う権限を国王が与えた軍人を呼ぶのに使用された。新大陸征服初期の時代には、アデランタードは、政治、軍事、司法で絶対的な権力を行使した。征服活動がほぼ完了する1550年ごろには、スペイン王権がアデランタードに代わる官吏を任命し派遣したため、この称号は次第に消滅した。
新大陸ではじめてアデランタードの名を得たのはバルトロメ・コロン（クリストバル・コロンの弟で、サントドミンゴの建設者）だった。しかし、これは兄のクリストバルが勝手に与えた肩書きが事後承認されたもので、正式にアデランタードに任命されたのは、ビミニとフロリダに到達したフアン・ポンセ・デ・レオン、および太平洋を発見したバルボアにはじまる。ほかにインカ帝国を征服したアルマグロ、ピサロなどが代表的なアデランタードとして挙げられる。